# Florida Atlantic University
Die Florida Atlantic University (auch FAU oder Florida Atlantic genannt) ist eine staatliche Universität in Boca Raton im US-Bundesstaat Florida. 1961 gegründet, sind hier derzeit mehr als 30.000 Studenten eingeschrieben.

## Standorte

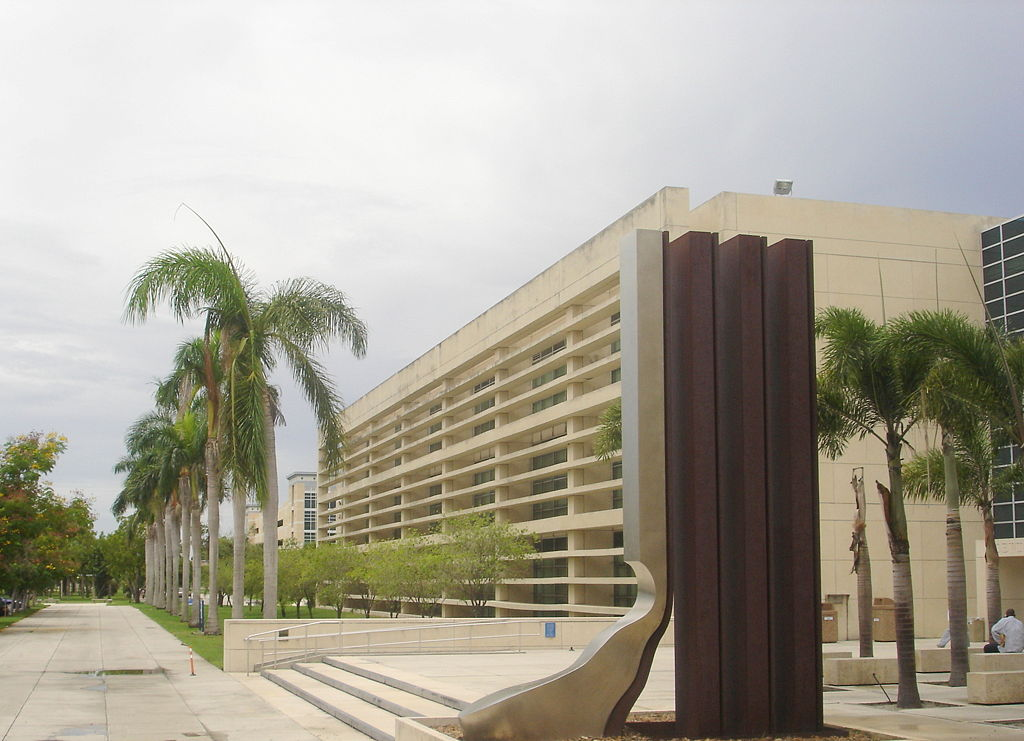
Bibliothek der FAU

Neben dem Hauptcampus in Boca Raton gibt es weitere Standorte in Dania Beach, Davie, Fort Lauderdale, Jupiter, Port St. Lucie und Fort Pierce (Harbor Branch Oceanographic Institution).

## Zahlen zu den Studierenden, den Dozenten und zum Vermögen

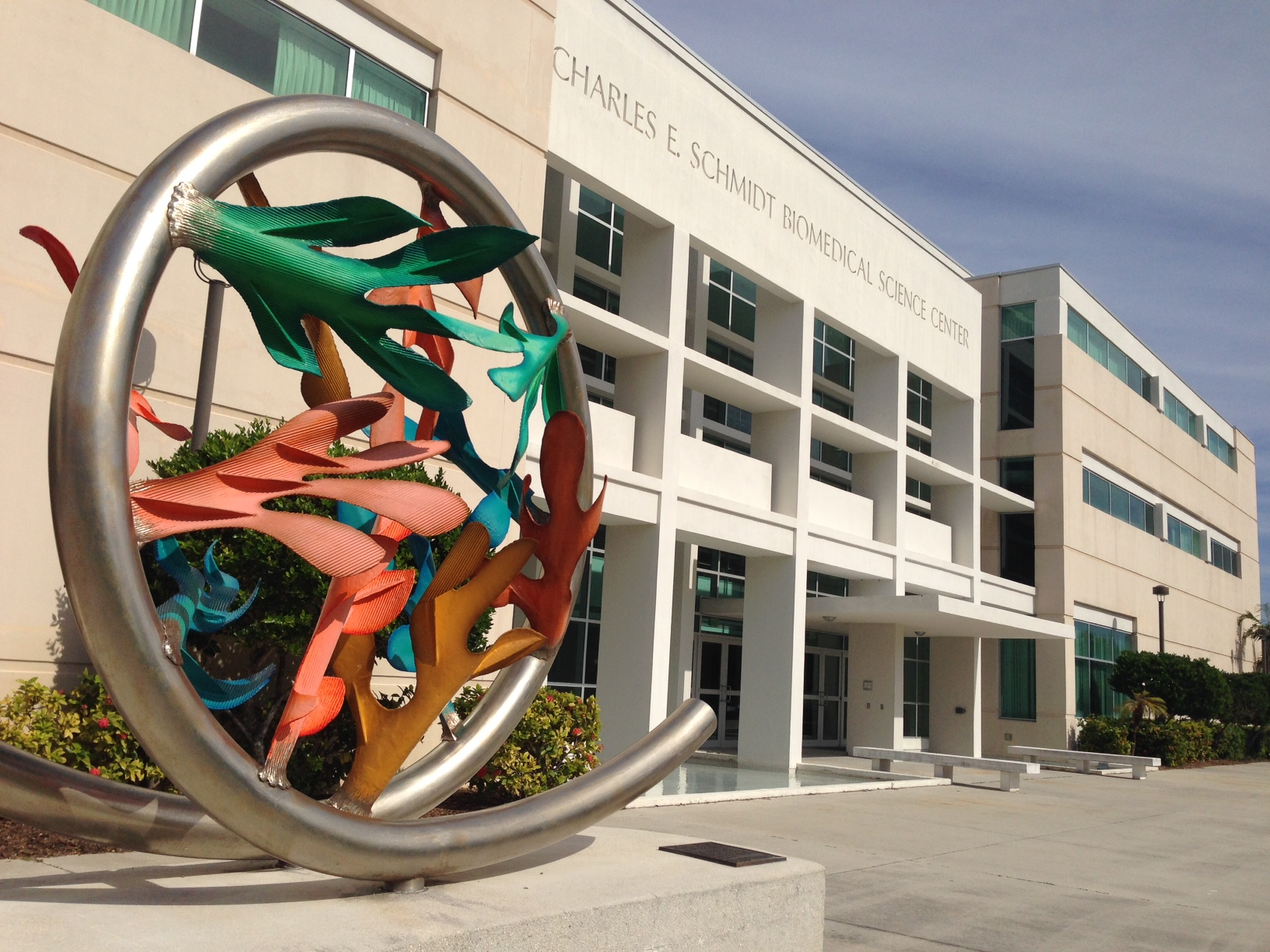
Biomedizinisches Zentrum der Universität in Boca Raton

Im Herbst 2020 waren 30.805 Studierende an der FAU eingeschrieben. Davon strebten 25.457 (82,6 %) ihren ersten Studienabschluss an, sie waren also undergraduates. Von diesen waren 59 % weiblich und 41 % männlich; 4 % bezeichneten sich als asiatisch, 20 % als schwarz/afroamerikanisch, 28 % als Hispanic/Latino und 29 % als weiß. 5.348 (17,4 %) arbeiteten auf einen weiteren Abschluss hin, sie waren graduates. Es lehrten 1.306 Dozenten an der Universität, davon 877 in Vollzeit und 429 in Teilzeit.
Der Wert des Stiftungsvermögens der Universität lag 2021 bei 285,5 Mio. US-Dollar und damit 18,6 % höher als im Jahr 2020, in dem es 240,7 Mio. US-Dollar betragen hatte.

## Sport
Die Sportteams sind die Owls. Die Hochschule ist Mitglied in der American Athletic Conference seit 1. Juli 2023. Die College-Football-Mannschaft trägt ihre Spiele im FAU Stadium aus.

## Persönlichkeiten
- Phil Zimmermann – Erfinder der Verschlüsselungssoftware Pretty Good Privacy
- Michael Santana – YouTuber und ehemaliger professioneller E-Sportler
- Devin Singletary – American-Football-Spieler
- James Pierre – American-Football-Spieler
- Mary Carey – Pornodarstellerin und Politikerin